# Franciszek Stempniewicz
Franciszek Stempniewicz (ur. 17 sierpnia 1889, zm. 4 kwietnia 1941 w Dorsten) – major obserwator lotnictwa Wojska Polskiego II Rzeczypospolitej, lekarz dentysta.

## Życiorys
Urodził się 17 sierpnia 1889. Pochodził z Ostrzeszowa; na początku 1913 zdał we wszechnicy w Berlinie egzamin państwowy na lekarza-dentystę.
Po zakończeniu I wojny światowej i odzyskaniu przez Polskę niepodległości został przyjęty do Wojska Polskiego. Brał udział w wojnie polsko-bolszewickiej. 9 września 1920 został zatwierdzony z dniem 1 kwietnia 1920 w stopniu kapitana, w Korpusie Wojsk Lotniczych, w grupie oficerów byłej armii niemieckiej. Pełnił wówczas służbę w Departamencie III Ministerstwa Spraw Wojskowych. 8 stycznia 1924 został zatwierdzony w stopniu majora ze starszeństwem z dniem 1 czerwca 1919 i 4. lokatą w korpusie oficerów rezerwy lotnictwa. Od lipca 1921 był przydzielony do 3 pułku lotniczego w garnizonie Poznań. W 1923, 1924 był oficerem rezerwowym tej jednostki. W 1934 roku pozostawał w ewidencji Powiatowej Komendy Uzupełnień Warszawa Miasto III. Posiadał przydział w rezerwie do 3 pułku lotniczego.
W latach 30. do 1939 pracował jako dentysta w Warszawie, prowadząc gabinet przy ulicy Fryderyka Chopina 16.
Po wybuchu II wojny światowej otrzymał zadanie przejęcia w rumuńskim porcie morskim Konstanca dostaw przekazanych od Wielkiej Brytanii. W tym celu ok. 18/19 września 1939 wraz z dowodzonym przez siebie oddziałem przeszedł granicę polsko-rumuńską. Tam został internowany przez Rumunów, którzy w 1940 przekazali go Niemcom. Został osadzony w oflagu VI E w Dorsten. 4 kwietnia 1941 roku w obozie zmarł wskutek zawału serca. Został pochowany w Dorsten.

## Ordery i odznaczenia
- Krzyż Kawalerski Orderu Odrodzenia Polski (2 maja 1922)[9][5][10]
- Krzyż Walecznych[5]